# Uromyces muehlenbergiae
Uromyces muehlenbergiae ist eine Ständerpilzart aus der Ordnung der Rostpilze (Pucciniales). Der Pilz ist ein Endoparasit der Süßgräser Muhlenbergia japonica und Muhlenbergia longistolon. Symptome des Befalls durch die Art sind Rostflecken und Pusteln auf den Blattoberflächen der Wirtspflanzen. Sie ist ein Endemit Japans.

## Merkmale

### Makroskopische Merkmale
Uromyces muehlenbergiae ist mit bloßem Auge nur anhand der auf der Oberfläche des Wirtes hervortretenden Sporenlager zu erkennen. Sie wachsen in Nestern, die als gelbliche bis braune Flecken und Pusteln auf den Blattoberflächen erscheinen.

### Mikroskopische Merkmale
Das Myzel von Uromyces muehlenbergiae wächst wie bei allen Uromyces-Arten interzellulär und bildet Saugfäden, die in das Speichergewebe des Wirtes wachsen. Aecien oder Spermogonien der Art sind nicht bekannt; gleiches gilt für die Uredien des Pilzes. Seine schmutzigbraunen bis gelblichen Uredosporen sind 18–23 × 17–20 µm groß, meist kugelig bis breitellipsoid und stachelwarzig. Die blattunterseitig wachsenden Telien der Art sind schwärzlich, pulverig und früh offenliegend. Die kastanienbraunen Teliosporen sind einzellig, in der Regel kugelig bis eiförmig und 22–27 × 16–18 µm groß. Ihre Stiele sind gelblich bis bräunlich und bis zu 45 µm lang.

## Verbreitung
Das bekannte Verbreitungsgebiet von Uromyces muehlenbergiae umfasst nur das japanische Hokkaidō und die Präfektur Yamanashi.

## Ökologie
Die Wirtspflanzen von Uromyces muehlenbergiae sind Muhlenbergia japonica und Muhlenbergia longistolon. Der Pilz ernährt sich von den im Speichergewebe der Pflanzen vorhandenen Nährstoffen, seine Sporenlager brechen später durch die Blattoberfläche und setzen Sporen frei. Die Art verfügt über einen Entwicklungszyklus, von dem bislang lediglich Telien und Uredien sowie deren Wirt bekannt sind; Spermogonien und Aecien konnten dem Pilz nicht zugeordnet werden.